# De bandiet der Albaanse bergen
De bandiet der Albaanse bergen is een roman van Karl May uit 1888 die twee verhalen bevat: De bandiet der Albaanse bergen (Duits: Der Schut) en De wraak van de prediker (Duits: Im Sudan). De meest recente Nederlandse vertaling is van G.A.J. Emonds uit 1963.
Het is het zesde deel dat zich afspeelt in het Turkse Rijk en naadloos aansluit op deel 5. Na afloop van het verhaal in de Albaanse bergen, verplaatst het verhaal zich in deel 2 naar Koerdistan.

## Verhalen

### Verhaal 1:De bandiet der Albaanse bergen
Het kwartet van Kara Ben Nemsi, Hadji Halef Omar, Oskar en Omar zit nog steeds een groep van 5 mannen achterna die bestaat uit:
- Manach el Barsja de voormalige voortvluchtige belastingontvanger van Uskub.
- Baroed El Amasat, die ontsnapt is uit de gevangenis van Edirne.
- De gebroeders Sandar en Bybar Aladsjy, de beruchte rovers uit deze bergstreek, bekend van hun prachtige gevlekte paarden.
- De kleermaker Soef.

Het eigenlijk doel is de leider van de bende De Zjoet, Kara Adsjem van de Karanirwan han te ontmaskeren en via hem in contact te komen met Hamd el Amasat, de Armeniër die de vader van Omar, Sadek, heeft gedood en de ondergang van de familie Galingré nastreeft.
Een eerste treffen is bij de Duivelsrots die de doorgang door het Duivelsravijn bewaakt. Een lokale gids, Dsjemal, leidt het kwartet op hun reis door het Duivelsravijn maar Kara Ben Nemsi heeft zijn verraderlijke plannen afgeluisterd en weet dat hij hen wil laten ombrengen in het ravijn. Samen met Hadji Halef Omar sluipt hij langs een beekje naar de top van de Duivelsrots en ze weten de vijf bandieten die op hen wachten uit te schakelen en ook de verraderlijke Joenak, die zich bij het vijftal heeft gevoegd. In de verwarring van de listige overval wordt Manach El Barsja onbedoeld door Baroed El Amasat naar beneden geduwd en hij valt beneden in het ravijn te pletter. Een aantal uren later ontsnapt Osko aan zijn vrienden en zoekt de gebonden Baroed El Amasat op. Hij maakt hem los en stort hem in een tweegevecht van de rots, waarna hij zwaargewond naast Manach El Barsja neerkomt. De nagesnelde Kara Ben Nemsi wilde met zijn geweer tussenbeide komen maar kon niets uitrichten in het tweegevecht. Bij het passeren van de zwaargewonde man geeft Osko hem een genadeschot. Het viertal besluit de gebonden vijanden op de Duivelsrots achter te laten, zodat hun handlangers ze kunnen bevrijden.
Zelf rijdt het viertal door op hun tocht naar Roegova waar de Zjoet, de bendeleider, een han exploiteert en waar ze ook Hamd El Amasat hopen te treffen. Onderweg ontmaskeren ze een handlanger van de Zjoet, Sjarka de kolenbrander. Die verbergt zelf gevangenen van de Zjoet, die gegijzeld worden voor losgeld. Het viertal weet daar een oude bekende te bevrijden, Lord Lindsay, die door de Zjoet gevangen was genomen en losgeld zou moeten betalen. Ze sluiten de kolenhandelaar en zijn knechten in hun eigen gevangenis op en ze laten de tolk van de Engelsman Hoti achter als bewaker. Ze nemen van de kolenhandelaar geroofd geld en bezittingen mee evenals de aldaar gestalde gevlekte paarden van deAladsjy’s. Kara Ben Nemsi geeft ze aan Oskar en Omar die daar erg blij mee zijn. Hadji Halef Omar kan maar moeilijk zijn afgunst verbergen en krijgt tot zijn grote vreugde het paard Rih als afscheidsgeschenk toegezegd.
Een volgend gevecht met de Aladsjy broers en hun handlangers loopt maar nauwelijks goed af, omdat Sir David zijn geleende paard niet in bedwang kan houden. Na het gevecht worden de twee broers Aladsjy zwaargewond achter gelaten en kan de tocht naar Roegova worden voortgezet. Daar wordt de Zjoet vrij gemakkelijk ontmaskerd en zijn twee gijzelaars, de Skipetaar Stoijko Vites, wiens zoon Ljoebinko inmiddels al is omgebracht, en de koopman Henri Galingré uit Skoetari, de vader van de eerder omgekomen Paul, worden bevrijd. Toch weet Kara Nirwan, alias de Zjoet, te ontsnappen met achterlating van al de geroofde bezittingen. Dan is de neef van Stoijko, Ranko, al met versterkingen aangekomen. Stoijko gaat met zijn nieuwe manschappen wraak nemen op de kolenbrander Sjarka, die zijn zoon Ljoebinko heeft vermoord. Neef Ranko blijft echter bij het gezelschap van Kara Ben Nemsi, om de Zjoet mee te achtervolgen.
De Zjoet komt op zijn vlucht in contact met Hamd El Amasat die zich onder valse naam heeft binnengedrongen in het bedrijf van Henri Galingré. Hij begeleidt diens vrouw en dochter en schoonzoon met al hun bezittingen om ze aan de Zjoet uit te leveren. Nu de vaste verblijfplaats aan de Zjoet is ontvallen, besluiten ze de familie Galingré in een rotskloof te storten en er met hun bezit van door te gaan. Net op tijd weet in een spannende achtervolging Kara Ben Nemsi deze plannen te verijdelen. De Zjoet stort zelf in een achtervolgingsrace op zijn paard dood in een rotskloof, waarbij het Rih maar ternauwernood lukt over dezelfde kloof te springen.
Hamd El Amasat wordt gevangengenomen en lijkt in een tweegevecht met Omar Ben Sadek te worden gedood. Omar steekt hem slechts de ogen uit en laat hem verder leven. Henri Galingré rekent ten slotte gul af met het reisgezelschap. Een klein aandenken voor Kara Ben Nemsi, een groot geschenk voor Osko en aanzienlijke sommen geld voor de beide Omars. Via een gecharterd schip van Lord Lindsay, vaart het gezelschap van Antivari naar Jaffa in Palestina zonder Osko en Henri Galingré. Ze bezoeken Jeruzalem en nemen aldaar afscheid. De beide Omars gaan met Rih naar de stam van de Haddedihn, de twee Europeanen keren terug naar Europa.

### Verhaal 2:De wraak van de prediker
Een maand na terugkomst in Duitsland ontvangt Kara Ben Nemsi een brief van Hadji Halef Omar met het verzoek om hem spoedig weer eens te komen opzoeken. Pas 3 jaar later heeft hij daar tijd voor gevonden en na een verblijf van verscheidene weken bij de Haddedihns, vertrekken ze samen naar het Koerdische gebied aan de Turks-Perzische grens.
Ze raken verzeild in de smerige herberg van het plaatsje Khoi en laten de dronken waard Ali tevergeefs de 109e soera opzeggen om zijn dronkenschap te bewijzen. Hij faalt voor de test. Ook raakt hij een bedrag van ruim 10.000 Turkse piasters aan belastinginkomsten kwijt aan een bezoeker. Een Bebbeh-Koerd, prediker Sali Ben Aqil, die zich uitgeeft voor een Egyptenaar, pleegt een vergeefse aanslag op Kara Ben Nemsi, die hem ontmaskert en vergeeft. Hij laat als neef van sjeik Gasal Gaboga zijn bloedwraak vallen. Een gestichte brand in het dorp zet de gebeurtenissen vervolgens in een stroomversnelling.
Leider Sjir Samoerek van de Kelhoer-Koerden steelt in de algehele verwarring de paarden, waaronder Rih, die weer werd bereden door Kara Ben Nemsi. Hij is ook in het bezit van zijn twee aartsvijanden, Sali Ben Aqil en zijn zoon, die hij met honing besmeerd aan een berenmoeder en haar drie jongen wil voeren. Kara Ben Nemsi en Hadji Halef Omar weten, slechts gewapend met hun mes, de beren te doden en de twee Bebbeh-Koereden te redden. Nadat ze de paarden hebben teruggestolen en Sjir Samoerek hebben gegijzeld, wordt er tussen de drie partijen een eeuwige vrede getekend. Het kruis, geklemd aan de dode moederbeer op de plaats van een historische verwoeste kapel, doet het christendom en de islam tijdelijk samensmelten. Bloedwraak wijkt voor eenmaal voor onderlinge vergeving en zelfs de dronken waard krijgt zijn geld terug. Na dit avontuur neemt Kara Ben Nemsi voor enige jaren afscheid van zijn Hadji Halef Omar.